# Spirobolus simulans
Spirobolus simulans är en mångfotingart som beskrevs av Carl 1905. Spirobolus simulans ingår i släktet Spirobolus och familjen Spirobolidae. Inga underarter finns listade i Catalogue of Life.